# Operacja Graffham

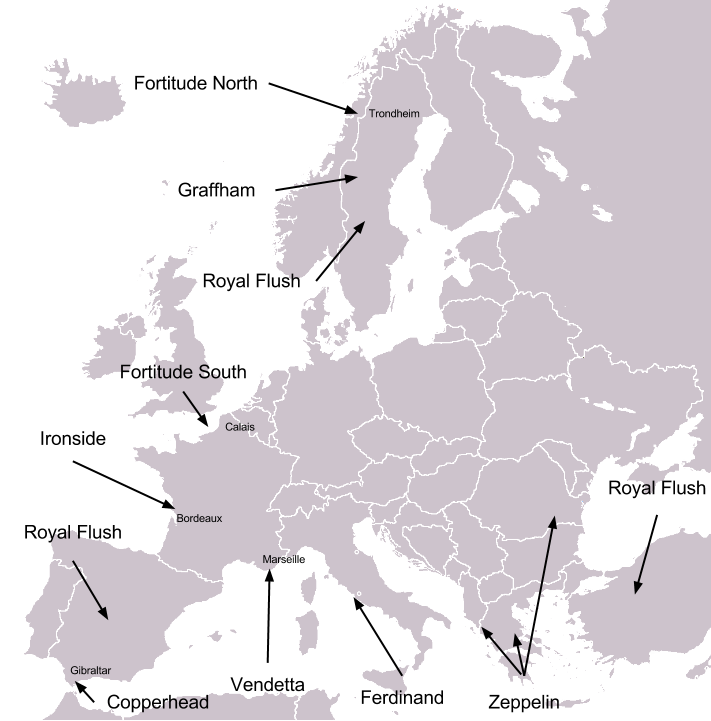
Części operacji Bodyguard

Operacja Graffham – podstęp zastosowany przez aliantów w czasie II wojny światowej będący częścią operacji Bodyguard – akcji dezinformacyjnej mającej wprowadzić w błąd przeciwnika odnośnie do miejsca inwazji na kontynencie. Działanie to uzupełniało – od strony politycznej – operację Fortitude-Północ. Obie miały na celu stworzenie wrażenia dążenia do działań inwazyjnych aliantów w Norwegii na początku lata 1944 roku. Przy kodowaniu operacji wykorzystano nazwę wsi w hrabstwie West Sussex, w dystrykcie Chichester.
Planowanie operacji rozpoczęto 10 lutego 1944 roku. W odróżnieniu od pozostałych elementów operacji Bodyguard, Graffham została zaplanowana i przeprowadzona przez Brytyjczyków, bez udziału Amerykanów, ale w porozumieniu z Rosjanami. Celem operacji Graffham było przekonanie wywiadu niemieckiego, że alianci zacieśniają związki polityczne ze Szwecją w ramach przygotowywanego lądowania w Norwegii. Podwójni agenci (schwytani szpiedzy niemieccy, którzy za cenę życia zdecydowali się pójść na współpracę z Kierownictwem Operacji Specjalnych – SOE) donosili do Berlina o powstaniu w Edynburgu misji wojskowej i morskiej ZSRR.  
Składało się na to kilka spotkań brytyjskich i szwedzkich przedstawicieli władz (głównie brytyjskiego posła w Sztokholmie, sir Victora Malleta, ze szwedzkim sekretarzem stanu ds. polityki zagranicznej Erikiem Bohemanem), a także skupowanie norweskich papierów wartościowych oraz wykorzystanie podwójnych agentów do rozpuszczania plotek. Gazety pisały o sprawdzaniu przez aliantów stanu mostów i dostępności lotnisk. Szwecja zachowała podczas wojny neutralność, należało się więc spodziewać, że jeśli jej rząd da się przekonać do alianckiej inwazji w Norwegii, wiadomość ta dotrze do niemieckiego wywiadu.
Tymczasem wpływ operacji Graffham okazał się znikomy. Szwedzki rząd zgodził się na kilka tylko ustępstw w trakcie negocjacji i niewielu wyższych przedstawicieli władz uwierzyło w alianckie lądowanie w Norwegii. Powątpiewa się we wpływ operacji Graffham i Fortitude-Północ na poczynania Niemców w Skandynawii, chociaż Abwehra była o poczynaniach brytyjskich informowana na bieżąco.